# Святая Мод
«Святая Мод» (англ. Saint Maud) — британский художественный фильм 2019 года в жанре хоррор режиссёра Роуз Гласс. Главные роли в нём сыграли Морфидд Кларк и Дженнифер Эль.

## Сюжет
Главная героиня фильма — религиозная девушка по имени Мод, которая работает сиделкой. Она начинает ухаживать за смертельно больной балериной Амандой и постепенно становится одержимой: Мод уверена, что может спасти Аманду от адских мук. Её увольняют, но позже она пробирается в спальню Аманды и убивает её ножницами, а потом совершает самосожжение на пляже.

## В ролях
- Морфидд Кларк — Кэти / Мод
- Дженнифер Эль — Аманда Кёль
- Лили Фрайзер — Кэрол
- Лили Найт — Джой
- Маркус Хаттон — Ричард
- Тёрло Конвери — Кристиан
- Рози Сэнсом — Эстер
- Карл Прекопп — Бездомный Пэт
- Ноа Боднер — Хилари
- Такацуна Мукаи — Хиро
- Брайан Джексон — барабанщик

## Релиз и оценки
Съёмки фильма проходили в Северном Лондоне и в Скарборо. Премьера состоялась 8 октября 2019 года на кинофестивале в канадском Торонто. «Святая Мод» должна была выйти на широкие экраны в США 10 апреля 2020 года, а в Великобритании — 1 мая, но релиз был отложен из-за пандемии. В США премьеру перенесли на 17 июля, но позже фильм убрали из графика. В британских кинотеатрах «Святую Мод» начали показывать 9 октября 2020 года.
Фильм получил очень благоприятные отзывы. Он был удостоен особой благодарности от жюри Лондонского кинофестиваля, а глава жюри Уош Уэстморленд заявил, что «этот ослепительный режиссерский дебют знаменует появление нового мощного голоса в британском кино». В 2020 году «Святая Мод» получила наибольшее чиcло номинаций на премию Британского независимого кино — 17.
Режиссер Дэнни Бойл описал «Святую Мод» как «по-настоящему тревожный и интригующий фильм». Кэти Райф из The A.V. Club оценила картину на «В+», назвав финал шокирующим. Дэнни Броган в рецензии для Common Sense Media написал: «Глубоко тревожащий, но в то же время превосходный первый полнометражный фильм режиссера и сценариста Роуз Гласс, этот психологический хоррор — это гораздо больше, чем просто пугающие сцены, хотя их тоже предостаточно. В основе „Святой Мод“ лежит одиночество и то, как оно может проявляться. Мод — глубоко одинокий персонаж, чья потребность в искуплении и желание принадлежать друг другу создают опасную смесь с разрушительными последствиями». Кинокритик Марк Кермоуд назвал «Святую Мод» своим любимым фильмом 2020 года.